# Дуарте да Кошта
Дуарте да Кошта (порт. Duarte da Costa; бл. 1505–1560) — 2-й генерал-губернатор Португальської Бразилії у 1553—1558 роках.

## Життєпис
Походив зі знатного португальського роду Кошта. Про значну частину життя його відомостей обмаль. Народився близько 1505 року. Належав до Авіського ордену та Ордену Лицарів Христа. Член Королівської ради. Був послом при дворі іспанського короля Карла I Габсбурга. 1547 року призначено президентом Сенату Лісабонської камери (попередник мера Лісабону).
У 1553 році призначено генерал-губернатором Бразилії і очільником капітанства Байї терміном на 3 роки. Заступив на цій посаді першого губернатора Португальської Бразилії Мартина Афонсу де Соуза. Спланував і організував експедиції вглиб країни для пошуку і видобутку корисних копалин. Невдовзі мав низку конфліктів з генеральним прокурором (овидор-жералом) Перу Боржесом, фінансовим адміністратором (проведором-мором) Антоніу Кардозу де Баррушем і Перу Фернанду Сардіньєй, єпископом Сальвадору да Байї, яка загострилася через їхні відносини з тубільцями регіону Реконкаво. Вів з останніми невдалі війни. Йому також не вдалося через спротив єпископа примусити корінне населення до вирощування цукрової тростини. 
Разом з тим стикнувся з проблемою занедбаних спадкових капітанств, насамперед Ітамарака (на північ від капітанства Байї) та капітанство Сан-Томе або Параїба-ду-Сул (на південь), що ставали базами корсарів і контрабандистів.
25 січня 1554 року заснував єзуїтський колегіум в Сан-Паулу. У 1555 загін французьких кальвіністів оволодів бухтою Ріо-де-Жанейро, якою, через невідомі причини, знехтували португальці. 1558 року замінено на посаді Мом ді Са. Помер у Португалії в 1560 році.

## Родина
Дружина — Марія, донька Франсішку де Мендонси
Діти:
- Маргарита (1525-?), дружина Дуарте де Мело, 5-го лорда Поволіде
- Альвару (1530-?)
- Франсішку (1531-?)
- Анна (1533-?), дружина Антоніу Муніша Баррету, губернатора Португальської Індії (1573-1576)
- Жуан (1534—1562)
- Лоренсу (1535—1562)